# Edson Rodrigues
Edson Rodrigues (13 maart 1967) is een voormalig Braziliaans voetballer.

## Carrière
Edson Rodrigues speelde tussen 1992 en 1994 voor Nagoya Grampus Eight.